# Nothodes parvulus
Nothodes parvulus là một loài bọ cánh cứng trong họ Elateridae. Loài này được Panzer miêu tả khoa học năm 1799.

## Hình ảnh

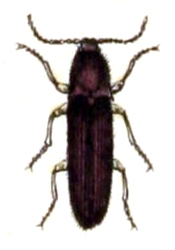
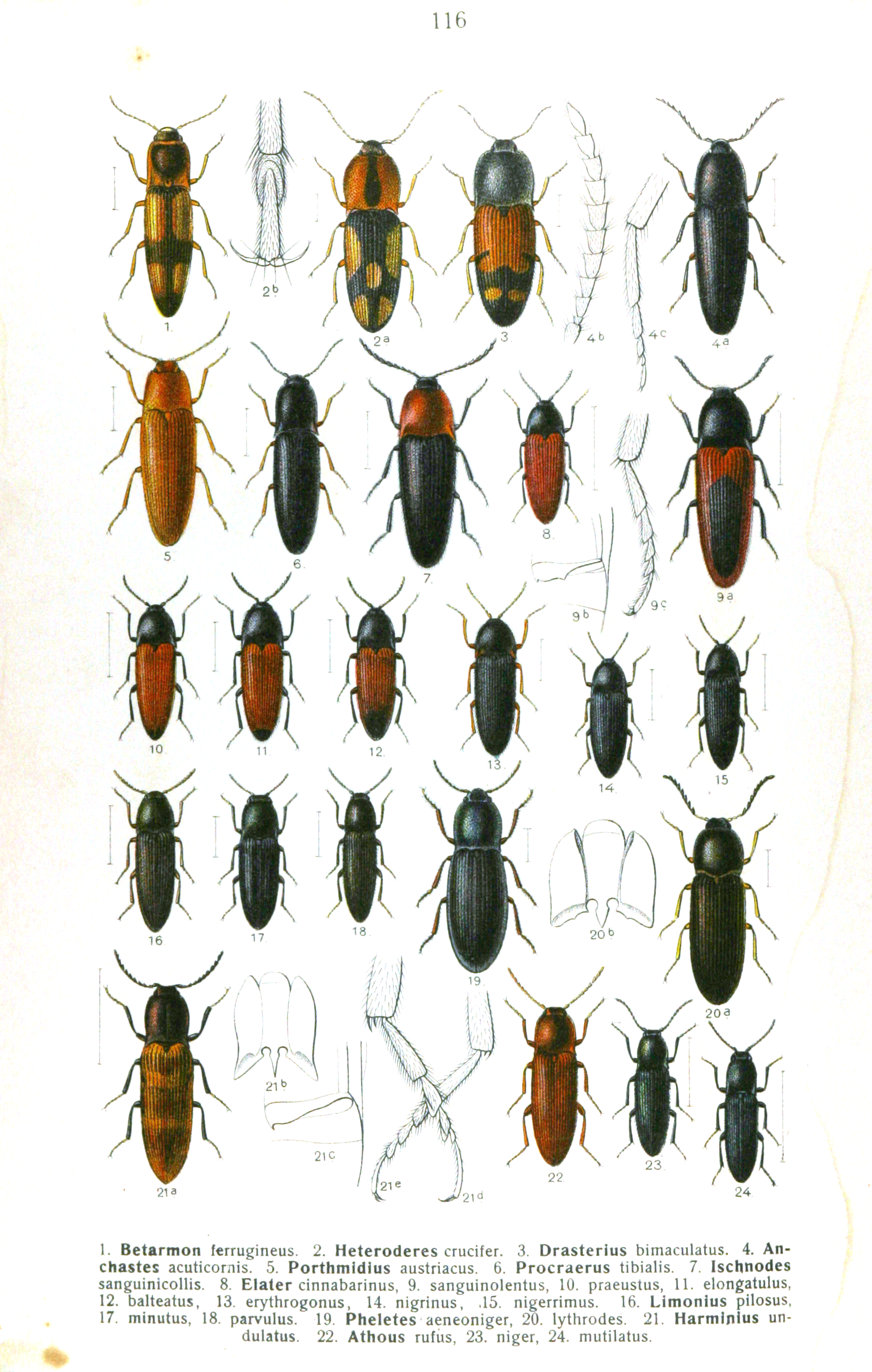